# Ghețarul Baltoro

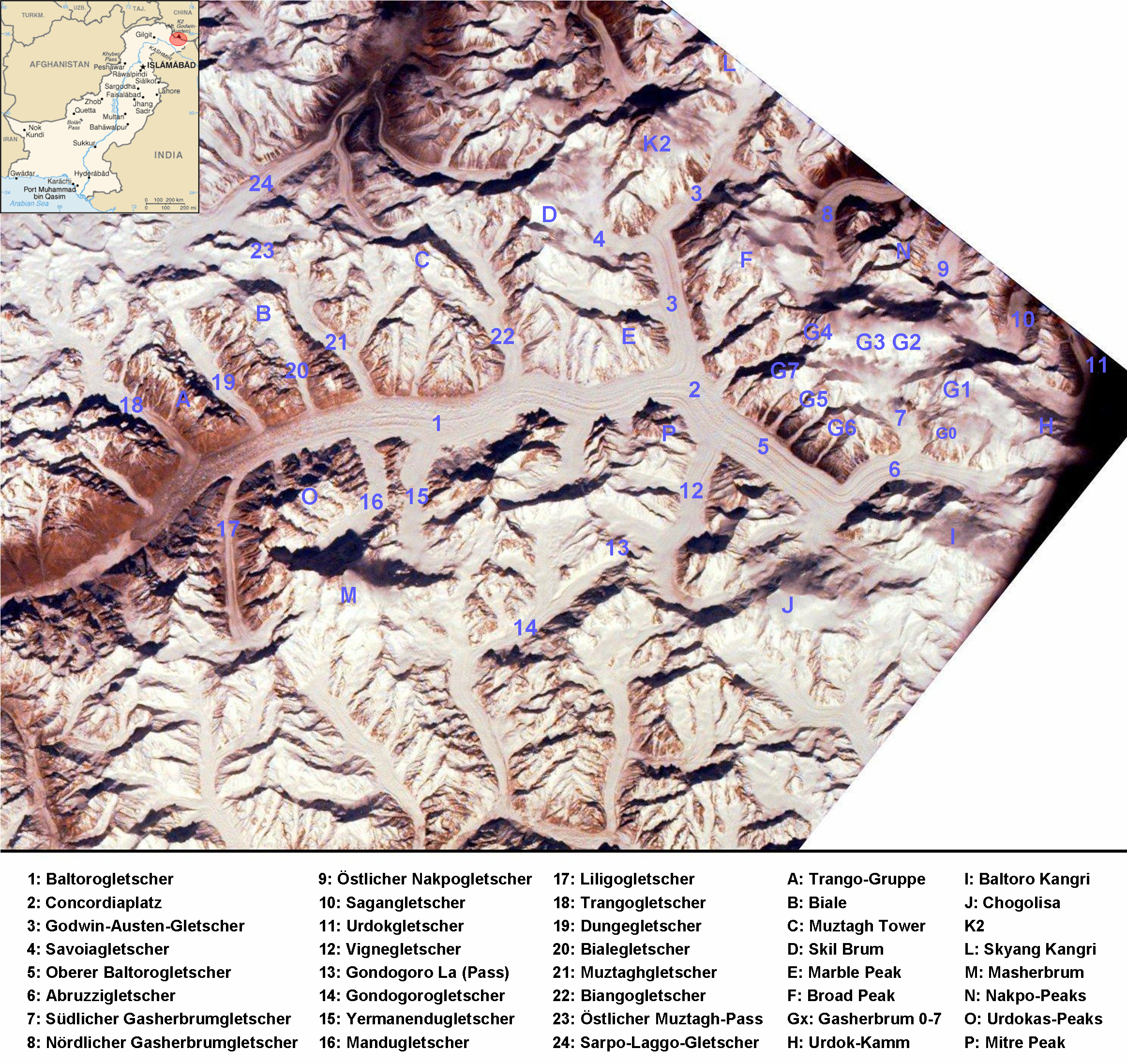
Ghețarul Baltoro

Ghețarul Baltoro este un ghețar în Baltistan numit și „Tibetul Mic”,  pe teritoriul Pakistanului de Nord. El are lungimea de 57 km și o suprafață de 754 km². Ghețarul curge de la vest spre est între masivul Baltoro Muztagh (K2 8.611 m) situat la nord și masivul Gasherbrum situat la sud, în centru fiind Karakorum. Locul de alimentare a ghețarului fiind între Baltoro Kangri (7.312 m) și Chogolisa (7.665 m) de aici curge spre nord-vest înspre Concordia (Karakoram), unde se va uni ghețarul Godwin-Austen care vine dinspre sud de pe K2. Ghețarul este alimentat de numeroși ghețari ce vin de pe versanții laterali ca de exemplu ghețarii Abruzzi, Yermanendu și Vigne. Din ghețar izvorăște râul  Braldu un al afluent al lui  Shigar care se vară în  Skardu iar acesta este un afluent al Indului.

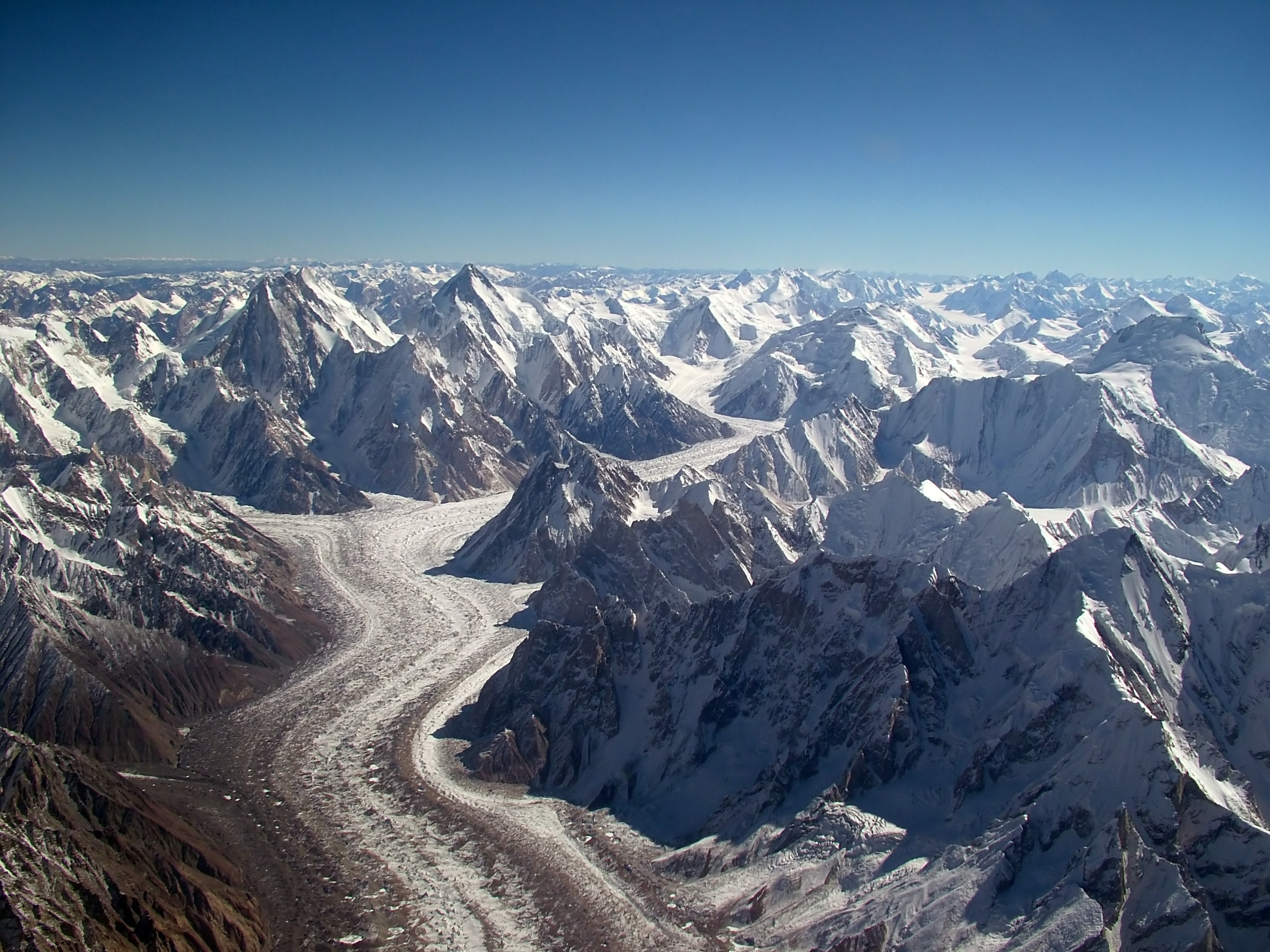
Ghețarul Baltoro
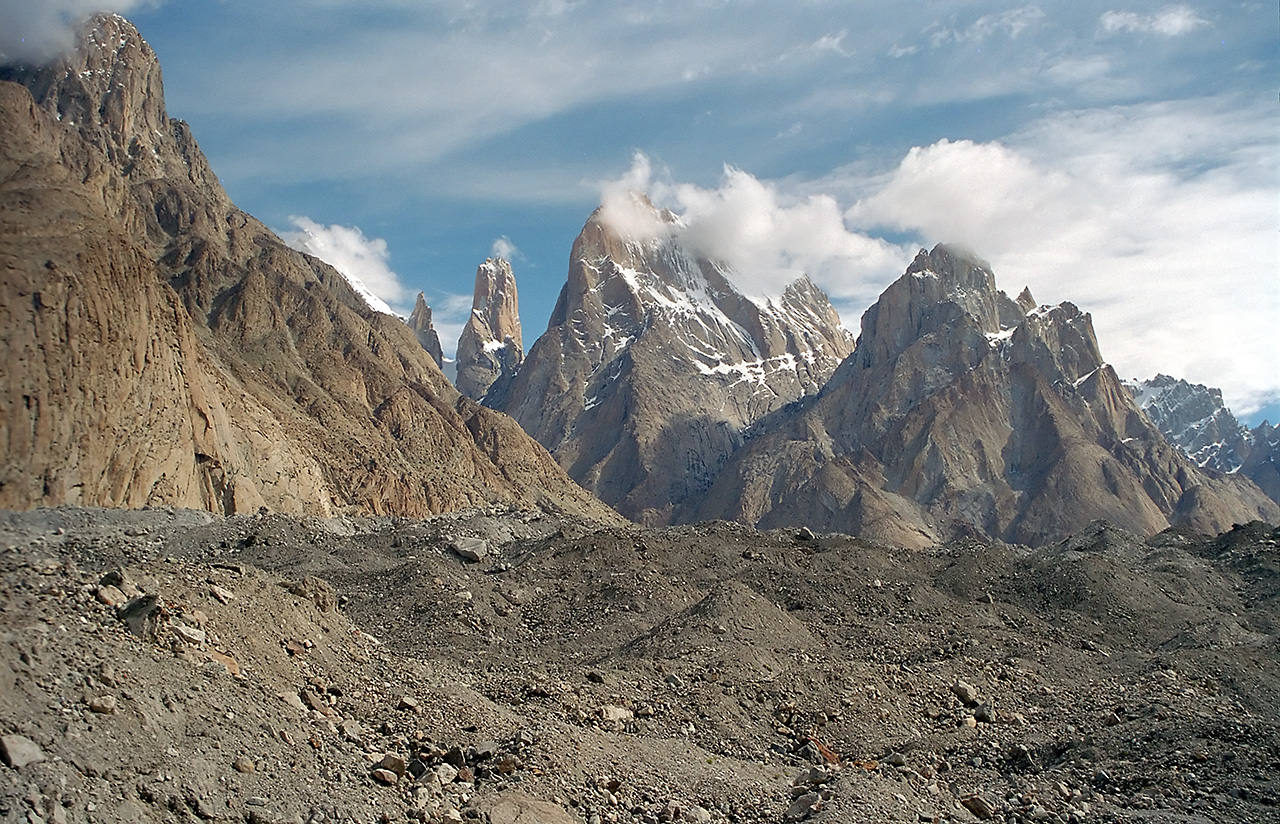
Masivul Trango la nord-vest de Baltoro.
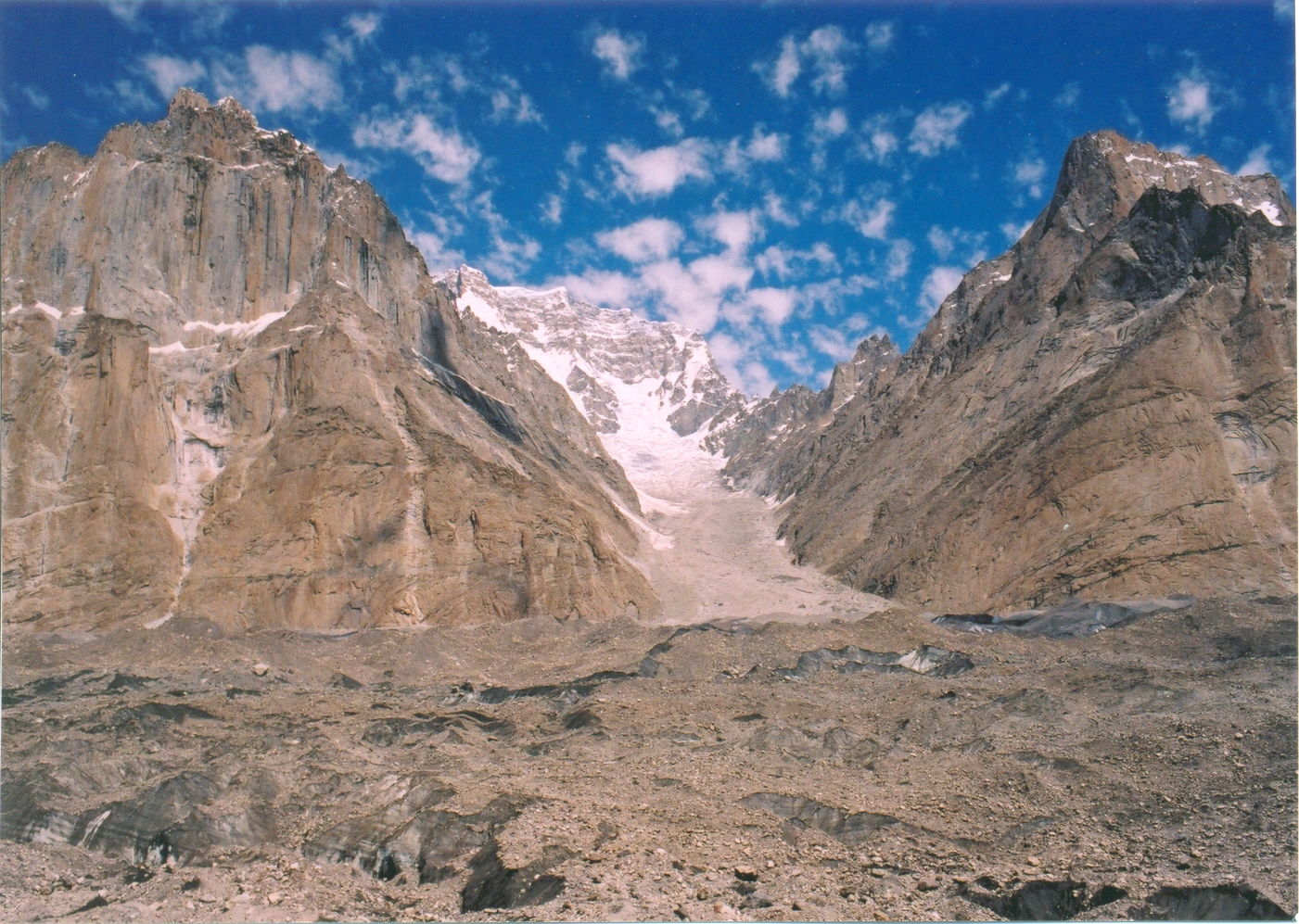
Biale (altitudinea de 6729 m deasupra n.m.) și Ghețarul Biale
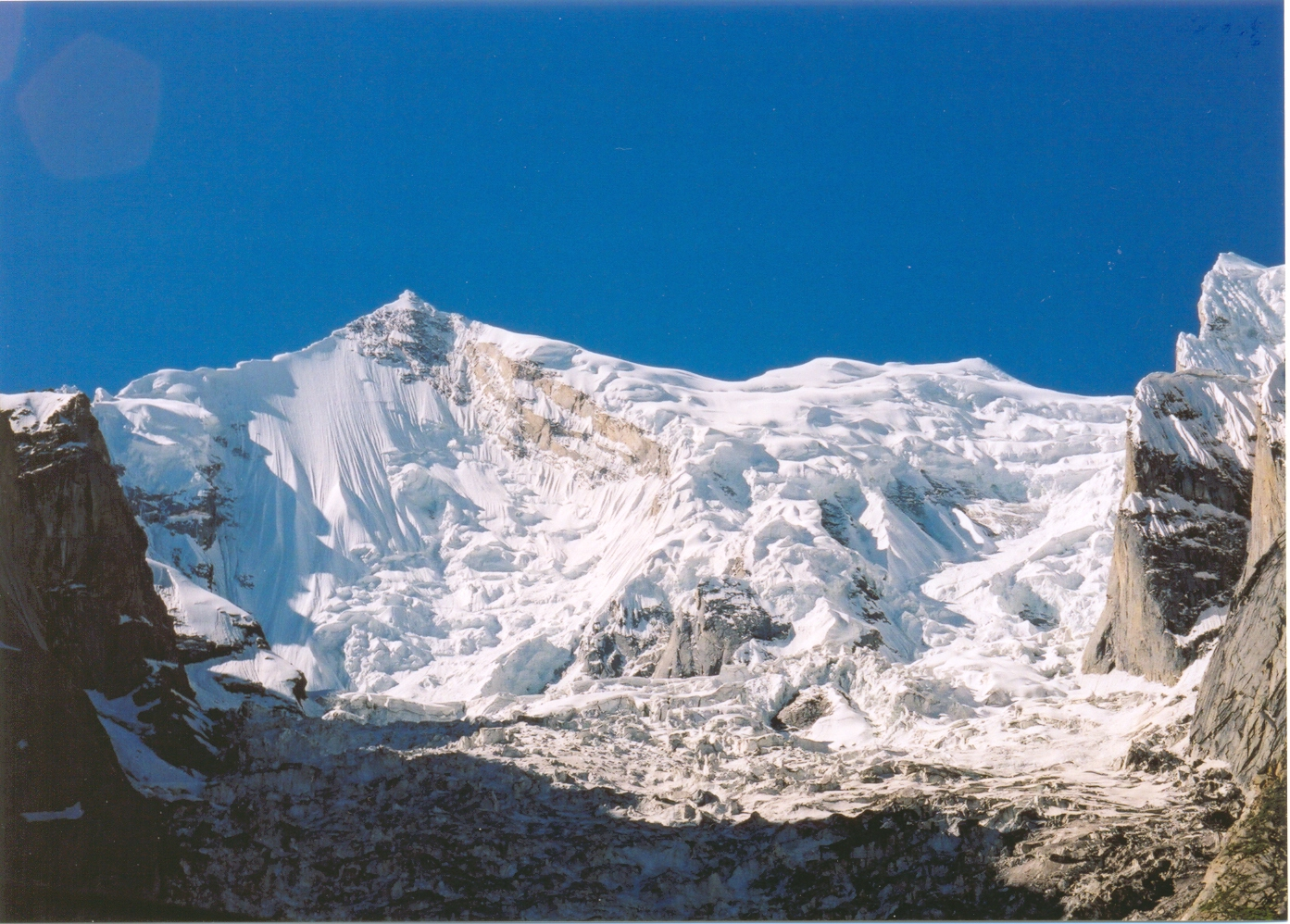
Vf. Urdoka văzut de la Baltoro
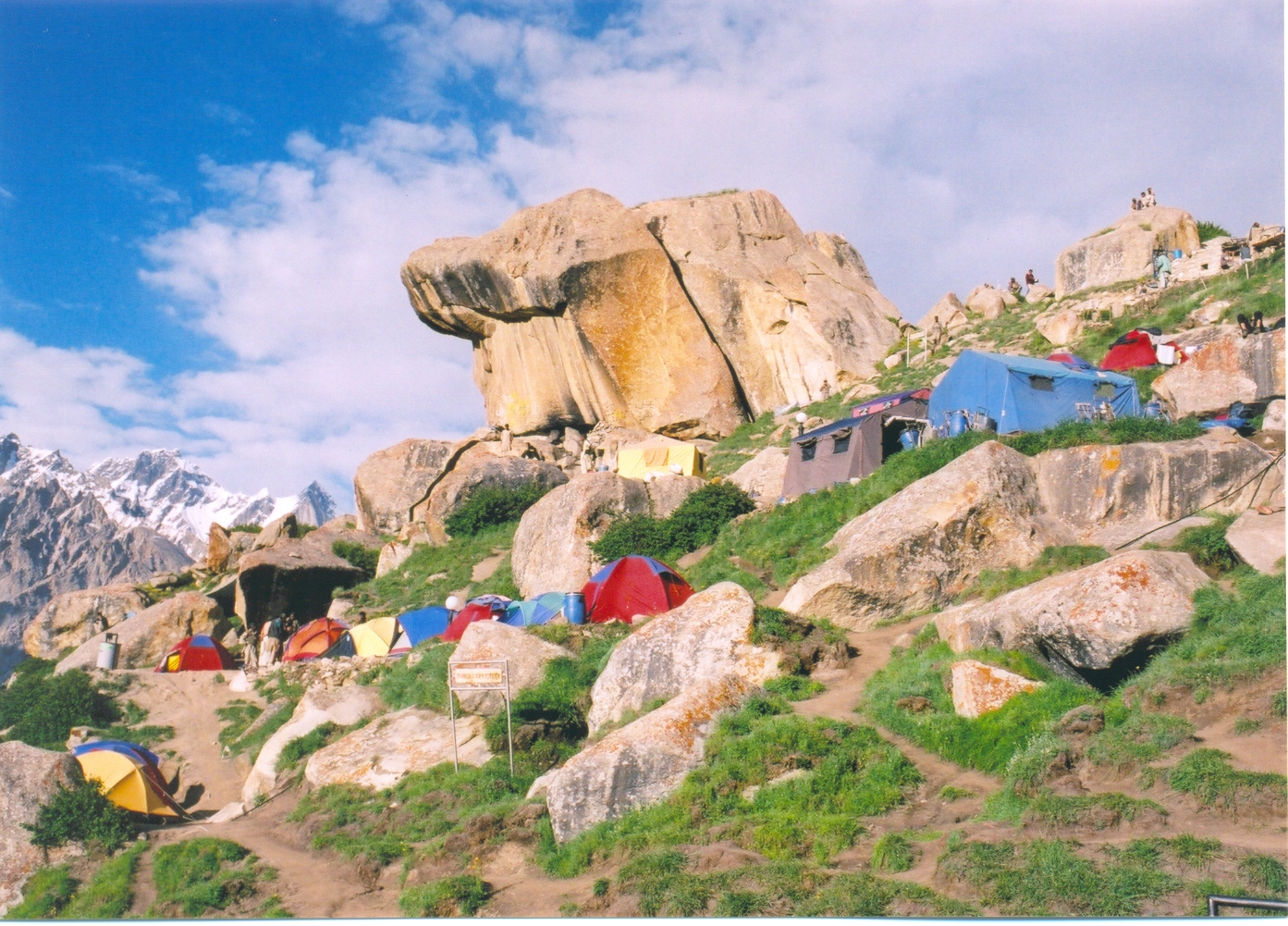
Tabăra Urdoka în sudul lui Baltoro.

Coordonate: 35° 43′ 40″ N, 76° 32′ 10″ E